# Tegevajaro Miyazaki
Maillots
Actualités
Le Tegevajaro Miyazaki (テゲバジャーロ宮崎) est un club japonais de football basé à Miyazaki dans la préfecture du même nom. Le club évolue en J.League 3.

## Historique
Crée en 1965 sous le nom de Kadokawa Club , le club a changé deux fois de nom, ils sont d'abord devenus Andiamo Kadokawa 1965 en 2004 puis Miyazaki Sportsmen United FC en 2007.  Le nom actuel est venu en janvier 2015.
Lors de la saison 2020, Tegevajaro a terminé en deuxième position en JFL et a été promu en J.League 3 pour la première fois de l'histoire du club et devient par conséquent un club professionnel.

## Palmarès
| Compétitions nationales                                                 | Compétitions internationales |
| - Championnat du Japon de quatrième division (0) - Vice-champion : 2020 | - Néant                      |

## Joueurs et personnalités du club

### Entraîneurs
Le tableau suivant présente la liste des entraîneurs du club depuis 2017.
| Rang | Nom               | Période        |
| ---- | ----------------- | -------------- |
| 1    | Nobuhiro Ishizaki | 2017-juin 2018 |
| 2    | Keiji Kuraishi    | juin 2018-2021 |

| Rang | Nom              | Période   |
| ---- | ---------------- | --------- |
| 3    | Naruyuki Naito   | 2021-2022 |
| 4    | Yasushi Takasaki | 2022-2023 |

| Rang | Nom             | Période        |
| ---- | --------------- | -------------- |
| 5    | Hiroshi Matsuda | 2023-sept.2023 |

| Rang | Nom         | Période             |
| ---- | ----------- | ------------------- |
| 6    | Mitsuo Kato | sept.2023-déc. 2023 |
| 7    | Yuji Okuma  | depuis fév. 2024    |

## Bilan saison par saison
Ce tableau présente les résultats par saison du Tegevajaro Miyazaki dans les diverses compétitions nationales depuis la saison 2021.
| Saison | Championnat | Championnat | Championnat | Championnat | Championnat | Championnat | Championnat | Championnat | Championnat | Championnat | Coupe du Japon | Coupe de la Ligue |
| Saison | Division    | Pos         | Pts         | J           | V           | N           | D           | BP          | BC          | Diff.       | Coupe du Japon | Coupe de la Ligue |
| ------ | ----------- | ----------- | ----------- | ----------- | ----------- | ----------- | ----------- | ----------- | ----------- | ----------- | -------------- | ----------------- |
| 2021   | J3 League   | 3e          | 53          | 28          | 16          | 5           | 7           | 44          | 31          | +13         | -              | -                 |
| 2022   | J3 League   | 9e          | 46          | 34          | 12          | 10          | 12          | 45          | 47          | -2          | -              | -                 |
| 2023   | J3 League   | 19e         | 39          | 38          | 9           | 12          | 17          | 31          | 52          | -21         | 2e tour        | -                 |
| 2024   | J3 League   | 15e         | 46          | 38          | 12          | 10          | 16          | 46          | 50          | -4          | 3e tour        | 1er tour          |
| Saison | Division    | Pos         | Pts         | J           | V           | N           | D           | BP          | BC          | Diff.       | Coupe du Japon | Coupe de la Ligue |
| Saison | Championnat |             |             |             |             |             |             |             |             |             | Coupe du Japon | Coupe de la Ligue |